# Tortyra fulgens
Tortyra fulgens là một loài bướm đêm thuộc họ Choreutidae. Nó được tìm thấy ở Colombia, Brasil và Bolivia.
Ấu trùng đục lỗ ở cây Ficus.